# نورتون-آن-درونت
latitudeنورتون-آن-درونتlongitudeنورتون-آن-درونت
نورتون-آن-درونت (به انگلیسی: Norton-on-Derwent) یک شهرک در بریتانیا است که در انگلستان واقع شده‌است.

## خصوصیات
نورتون-آن-درونت ۶٬۹۴۳ نفر جمعیت دارد.